# 瓦瓦納基山
16°9′54″S 68°18′1″W / 16.16500°S 68.30028°W
瓦瓦納基山（Wawanaki），是玻利維亞的山峰，位於該國西部拉巴斯省的洛斯安地斯省，處於孔多里里山以西和阿爾卡科塔湖以南，屬於安第斯山脈中玻利維亞瑞阿爾山脈的一部分，海拔高度約5,100米。